# Liquiçá (município)

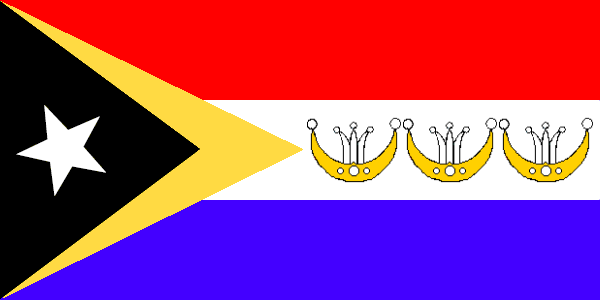
Bandeira da Liquiçá

Liquiçá (em tétum Likisá) é um dos 13 municípios administrativos de Timor-Leste, localizado na costa norte do país. Confina com os municípios de Bobonaro e Ermera a sul; Díli a nascente; e o Mar de Savu a norte e a poente. Possui 63403 habitantes (Censo de 2010) e uma área de 543 km². A sua capital é a cidade de Liquiçá.
O município de Liquiçá é idêntico ao concelho do mesmo nome do tempo do Timor Português e inclui os postos administrativos de:
- Bazartete,
- Liquiçá
- Maubara.

O seu extenso areal de areia preta é uma das principais atracções turísticas de Liquiçá.
Para além das línguas oficiais do país, o tétum e o português, no município de Liquiçá a quase totalidade da população expressa-se também em tocodede.

## Património
- Jardim dos Heróis Nacionais de Liquiçá

## Equipamentos
- Escola Secundária Geral Presidente Nicolau Lobato (Suco de Leorama, posto administrativo Bazartete)

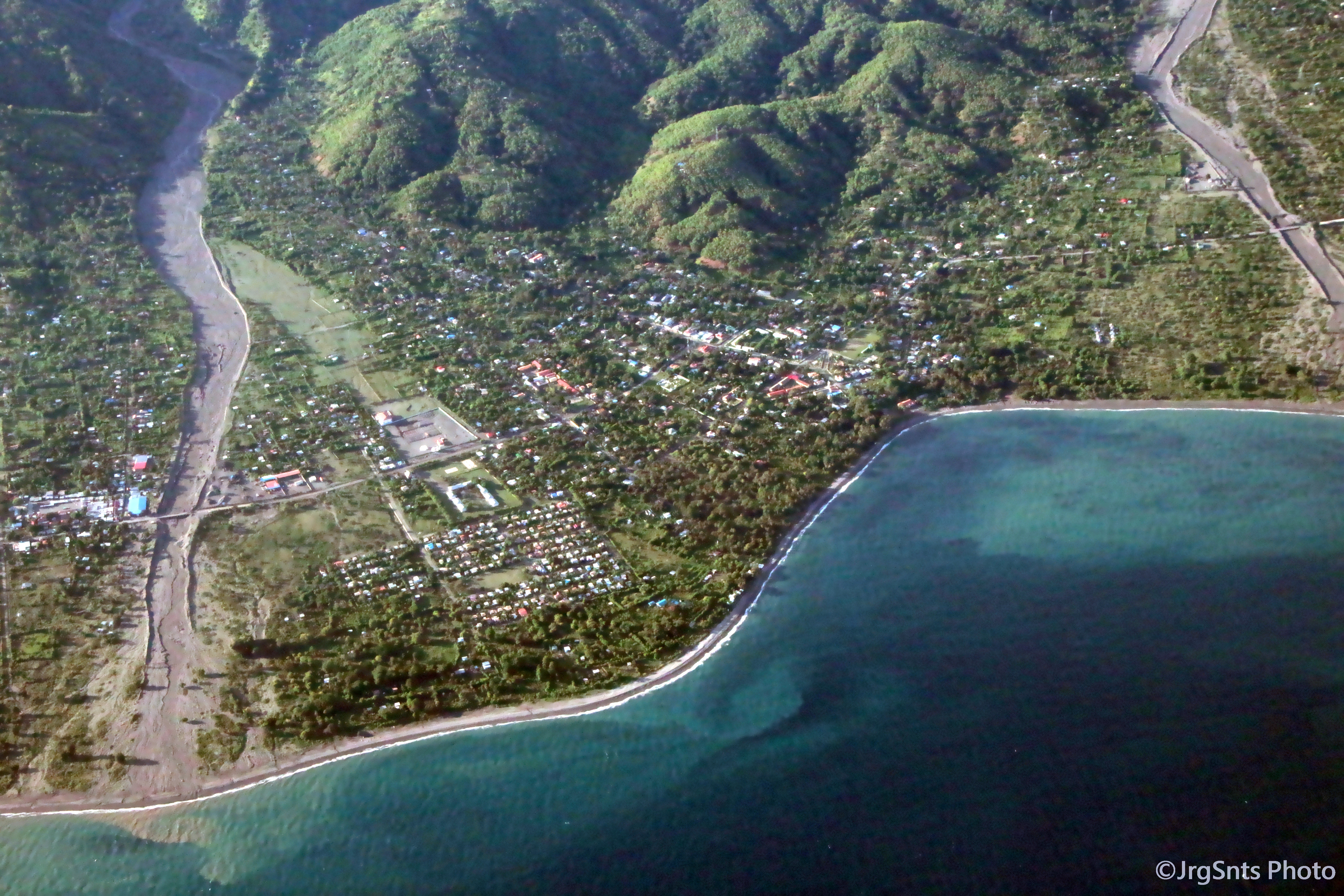
Vista aérea de Liquiçá. Foto publicada em "Timor - a ilha feiticeira"